# Flabellomicrosiphum knowltoni
Flabellomicrosiphum knowltoni är en insektsart som beskrevs av Smith, C.F. 1937. Flabellomicrosiphum knowltoni ingår i släktet Flabellomicrosiphum och familjen långrörsbladlöss. Inga underarter finns listade i Catalogue of Life.